# سیارک ۱۰۴۴۷
سیارک ۱۰۴۴۷ (به انگلیسی: 10447 Bloembergen، نامگذاری:3357T-3) ده هزار و چهارصد و چهل و هفتمین سیارک کشف شده‌است که در ۱۶ اکتبر ۱۹۷۷ کشف شد.
قدر مطلق سیارک برابر ۱۳٫۱۰ است.